# تمقره
تمقره (به عربی: تمقرة) یک شهرداری در الجزایر است که در استان بجایه واقع شده‌ است.